# Гікет
Гікет — тиран Сіракуз, якому владу після смерті тирана Агафокла громадяни передали владу автократа.

## Правління
Гікет був вимушений боротися з Меноном, який був з близького оточення Агофокла. Але після смерті останнього, вчинив заколот. Спочатку Гікет зумів розбити Менона. Після цього Менон запросив допомоги у Карфагена. В цих умовах у свою чергу Гікет був змушений укласти мир з карфагенянами. Після цього Гікет зберіг посаду стратега-автократа незаконно, ставши тираном.
Водночас Гікету довелося вирішувати іншу проблеми. Ще Агафокл надав громадянські права частині найманців з Кампанії. Після смерті Агафокла почалися чвари між старими та новими громадянами. Гікет зумів домовитися з найманцями, що ті, продавши майно, покинуть Сицилію. Найманці (яких ще називали мамертинцями, «людьми Марса») підступно захопили Мессану.
Незабаром Гікет почав війну з Фінітєм, тираном Аграганта. Його Гікет розбив на річці Терій й захопив значну частину полісних володінь Аграганта.
Гікет продовжував правити Сіракузами до вбивства у 280 році до н. е. Його скинув з панування Фініон.